# قائمة مواقع التراث العالمي في السعودية

مواقع التراث العالمي هي معالم تقوم لجنة التراث العالمي في اليونسكو بترشيحها ليتم إدراجها ضمن برنامج مواقع التراث الإنساني العالمي الذي تديره اليونسكو. هذه المعالم قد تكون طبيعية، كالغابات وسلاسل الجبال، وقد تكون من صنع بشري، كالمعالم المعمارية من جسور أو سدود ومدن وغيرها، وقد تجمع بين الاثنين. وقد أقر المؤتمر العام لليونسكو في دورته السابعة عشرة بباريس في 16 نوفمبر 1972 الاتفاقية المتعلقة بحماية التراث العالمي الثقافي والطبيعي. تسعى هذه الاتفاقية على المحافظة للإنسانية وللأجيال القادمة على الشهادات الطبيعية والثقافية التي لها قيمة عالمية واستثنائية.
توجد في السعودية ثمانية مواقع أُدرِجت ضمن قائمة مواقع التراث العالمي بعد أن أقرتها منظمة الأمم المتحدة للتربية والعلوم والثقافة (اليونسكو)، حيث كانت البداية مع موقع مدائن صالح الذي تم إدراجه سنة 2008م / 1429هـ، ومن ثم أُضيفَ حي الطريف في منطقة الدرعية القديمة في 2010م/ 1431هـ، كما سُجّلت منطقة جدة التاريخية في 2014م/ 1435هـ. في عام 2015م/ 1436هـ سُجّلت الفنون الصخرية في منطقة حائل لتكون على قائمة التراث العالمي. وثم أدرج على القائمة في عام 2021م/ 1442هـ موقع منطقة حما الثقافيّة، وفي 2023م/ 1445هـ، أُدرجت محمية عروق بني معارض ضمن القائمة وفي 2024م/ 1446هـ أُدرج المنظر الثقافي لمنطقة الفاو الأثرية ضمن هذه القائمة أيضًا.
قامت اليونسكو في سنة 2015م بإضافة عشرة مواقع سعودية إلى القائمة المؤقتة التي تعتبر خطوة أولى للإدراج في قائمة التراث العالمي، من ضمنها «واحة الأحساء» والتي أُدرجت فيما بعد ضمن مواقع التراث العالمي وتحديداً في سنة 2018م / 1439هـ. ومحمية عروق بني معارض والتي أدرجت في عام 2023م/1445هـ، والمنظر الثقافي لمنطقة الفاو الأثرية في 2024م/ 1446هـ.

## القائمة

### القائمة الأصلية
| الصورة | الاسم                                       | الموقع                                                             | النوع | الرقم | سنة التسجيل | ملاحظات |
| ------ | ------------------------------------------- | ------------------------------------------------------------------ | ----- | ----- | ----------- | --- |
|        | الحجر (مدائن صالح)                          | منطقة المدينة المنورة 26°47′1″N 37°57′18″E / 26.78361°N 37.95500°E | ثقافي | 1293  | 2008        | كانت إحدى مدن مملكة الأنباط المهمة في شمال الجزيرة العربية والحجر اسم ديار ثمود. الموقع يضم مقابر ضخمة، تعود إلى القرن الأول قبل الميلاد. كما يشتمل على حوالي 50 نقشاً تعود لتلك الفترة، وعدداً من رسوم الكهوف. |
|        | حي الطريف في الدرعية                        | منطقة الرياض 24°44′3″N 46°34′21″E / 24.73417°N 46.57250°E          | ثقافي | 1329  | 2010        | تتوزع مساكنها على ضفاف وادي حنيفة وروافده، ويلفها سورها القديم بتحصيناته وأبراجه الطينية، وقد كانت الدرعية تمثل أول عاصمة لأسرة آل سعود. |
|        | جدة التاريخية                               | منطقة مكة المكرمة 21°29′N 39°12′E / 21.483°N 39.200°E              | ثقافي | 1361  | 2014        | جدة التاريخية (البلد) تقع وسط مدينة جدة، وتضم عدداً من المعالم والمباني الأثرية والتراثية، مثل سور جدة وحاراتها التاريخية، كما يوجد بها عدد من المساجد التاريخية. |
|        | الفنون الصخرية في منطقة حائل (جبة والشويمس) | منطقة حائل 28°00′N 40°54′E / 28.000°N 40.900°E                     | ثقافي | 1472  | 2015        | الفنون الصخرية في منطقة حائل تشمل رسومات جبل أم سنمان في جبة وراط والمنجور في الشويمس. منطقة جبل أم سنمان كانت بحيرة في وقت سابق وترك سكانها العديد من النقوش حول حياتهم، أما راط والمنجور فكانا واديين والنقوش فيهما تظهر رسوماً لبشرٍ وحيوانات يعود عمرها لعشرة آلاف عام. |
|        | واحة الأحساء                                | المنطقة الشرقية 25°24′7″N 49°37′50″E / 25.40194°N 49.63056°E       | ثقافي | 1563  | 2018        | تقع الواحة في محافظة الأحساء وتنمو فيها أكثر من مليون ونصف نخلة، وتعد أكبر واحة نخيل محاطة بالرمال في العالم. تقام بجوارها أعمال زراعية واسعة لوفرة المياه والعيون العذبة. يشتمل الموقع على عدة معالم وهي: مسجد جواثى، قصر إبراهيم، قصر صاهود، قصر محيرس، قصر أبو جلال، ميناء العقير، جبل قارَة، سوق القيصرية. |
|        | منطقة حمى الثقافية                          | منطقة نجران                                                        | ثقافي | 1619  | 2021        | تعد المنطقة من أبرز المواقع التي تتضمن رسوم ونقوش صخرية تعود لعصور ما قبل التاريخ، حيث تضم رسوم آدمية وأخرى حيوانية إلى جانب كتابات بالثمودية والمسند الجنوبي والخط الكوفي. كما تضم مواقع تعود لحضارات مختلفة وتمثل ركامات لمقابر وإنشاءات حجرية دائرية. كما عثر على نقوش صخرية يمتد تاريخها من الألفية السابعة قبل الميلاد وحتى الألفية الأولى قبل الميلاد.                                                                |
|        | محمية عروق بني معارض                        | منطقة نجران منطقة الرياض                                           | طبيعي | 1699  | 2023        | تقع على الطرف الغربي من صحراء الربع الخالي وتعد محمية طبيعية وقد حُددت كمنطقة نباتية مهمة، وقد سُجل بها 106 أنواع من النباتات؛ منها الأرطاة العربية والسعدية إلى جانب نباتات قزمية وغيرها. كانت المحمية موطناً للمها العربي قبل انقراضه من البرية، وقد أعيد إدخال المها إليها بالإضافة إلى قطعان من غزلان الريم والجبل والنعام، وغيرها. كما سُجل بها 104 أنواع من الطيور بينما يستوطن نحو 16 نوعاً فقط مثل نسر أذون وعقاب صرارة. |
|        | المنظر الثقافي لمنطقة الفاو الأثرية         | منطقة الرياض                                                       | ثقافي | 1712  | 2024        | كانت بمثابة عاصمة لمملكة كندة لأكثر من خمسة قرون، حيث كانت مركزاً تجارياً مهماً، وضمَّت العديد من المساكن والمخازن والحوانيت، وبها أكثر من 17 بئر ماء. يضم الموقع حالياً العديد من المعالم الأثرية، كالتلال الأثرية المنتشرة في الموقع والقصر والسوق بالإضافة إلى مجموعة من المجسمات البرونزية وقطع أثرية أخرى، وكذلك المقابر المتنوعة في أشكالها، كما يحتوي الموقع على كتابات وجدت بالحرف الجنوبي المسند.                        |

### القائمة المؤقتة
| الصورة                                          | الاسم                                                   | الموقع                                                                                            | النوع | الرقم | سنة التسجيل | ملاحظات |
| ----------------------------------------------- | ------------------------------------------------------- | ------------------------------------------------------------------------------------------------- | ----- | ----- | ----------- | --- |
|                                                 | قرية ذي عين التراثية                                    | منطقة الباحة                                                                                      | ثقافي | 6031  | 2015        | بنيت القرية من الحجارة وهي مسقوفة بأغصان أشجار العرعر التي نقلت إليها من الغابات المجاورة، كما تم تزيين شرفاتها بأحجار المرو على شكل مثلثات متراصة، وتضم القرية بعض الحصون الدفاعية التي أنشئت قديماً لغرض الحماية والمراقبة. تقع القرية في منطقة منخفضة ضمن تهامة العليا بالباحة وترتفع حوالي 1985 م عن مستوى سطح البحر، وما يميزها كونها عبارة عن مزيج ما بين ما تحتويه من مباني تراثية ومدرجات زراعية يتم ريّها عبر عين الماء التي تجري على مدار العام. |
|                                                 | قرية رجال ألمع التراثية                                 | منطقة عسير                                                                                        | ثقافي | 6030  | 2015        | تقع القرية في محافظة رجال ألمع الواقعة بمنطقة عسير. كانت القرية تعتبر نقطة مهمة، حيث كانت تربط بين القادمين من اليمن وبلاد الشام مروراً بمكة المكرمة والمدينة المنورة، الأمر الذي جعلها مركزاً تجارياً هاماً. تتكون القرية من نحو 60 مبنىً بنيت من الحجارة الطبيعية والطين والأخشاب، ويضم الموقع متحف دار ألمع للثقافة والتراث الذي أنشأه أهالي المحافظة. |
| "مغاير شعيب" في البدع إحدى أبرز النقاط في الدرب | طريق الحج المصري                                        | منطقة تبوك منطقة المدينة المنورة منطقة مكة المكرمة                                                | ثقافي | 6028  | 2015        | استخدم الدرب على مدار أزمنة مختلفة من قبل الحجاج المصريين وحجاج مناطق المغرب العربي وبعض بلاد أفريقيا الأخرى، وكذلك الحجاج القادمين من الأندلس. مر الدرب بأربع مراحل مختلفة امتدت حتى التاريخ المعاصر. يضم الطريق في القسم السعودي منه عدداً من القلاع والمواقع الأثرية، من أبرزها مغائر شعيب وقلعة المويلح وقلعة الأزلم وغيرها. |
| "ذات الحاج" إحدى أبرز النقاط في الدرب           | طريق الحج الشامي                                        | منطقة تبوك منطقة المدينة المنورة منطقة مكة المكرمة                                                | ثقافي | 6027  | 2015        | يمتد بين الحجاز والشام وقد عُرِف بـ «التبوكية» نسبة إلى تبوك التي يمر بها، ويبدأ المسار من دمشق ويمر ببصرى الشام، وبأخرى أهمها أذرعات، ومعان والمدورة ثم يمتد ضمن الأراضي السعودية، حيث يمر بحالة عمار، ثم ذات الحاج ثم تبوك، ثم الأخيضر ثم المعظم ثم الأقرع، ثم الحِجْر، ثم العُلا كما يعبر وادي القرى (المابيات). كان الدرب في القرون الثلاثة الأولى يُسلك من وادي القرى إلى السقيا ثم ذي المروة ثم يعبر وادي الحمض إلى السويداء ثم إلى الفحلتين ثم ذو خشب ثم المدينة، ولكن منذ القرن السابع الهجري حصل تعديل في الدرب. |
|                                                 | خط حديد الحجاز                                          | منطقة تبوك منطقة المدينة المنورة                                                                  | ثقافي | 6026  | 2015        | تربط السكة بين دمشق والمدينة المنورة، وقد بدأ العمل بها سنة 1900م وافتتحت سنة 1908م، واستمر تشغيلها إلى أن دُمِّرت سنة 1916م خلال الحرب العالمية الأولى. هناك عدة محطات تقع حالياً ضمن أراضي كل من السعودية والأردن وفلسطين وسوريا، بالنسبة للقسم السعودي فهناك محطة تبوك التي تتكون من مجموعة من المباني، ويصل الخط إلى محطة مدائن صالح والتي تضم ستة عشر مبنى مبنية بالحجر، أما آخر محطات الخط فهي محطة المدينة المنورة التي تتميز بتصميمها وعمارتها، بالإضافة إلى عدد من المحطات الأخرى. |
|                                                 | محمية جزر فرسان                                         | منطقة جازان                                                                                       | طبيعي | 6370  | 2019        | تعد محمية طبيعية تقع في البحر الأحمر، وتبلغ مساحتها حوالي 600 كيلومتر مربع، ويضم الأرخبيل العديد من الجزر. تتألّف من مسطحات من الأحجار الجيرية الشعابية، وبها عدد من الأودية، أما السواحل فمغطاة برمال كلسية بيضاء. من أهم أنواع الأشجار في المحمية السمر والبلسم والسدر والأراك إلى جانب أشجار المانجروف، وكذلك المسكيت أو البرسوبس الدخيل. كما تتميز بوجود ظبي الإدمي الفرساني في بعض الجزر، بالإضافة إلى النمس الأبيض الذّنب وعدد من القوارض والعظايا، ومن الطيور هناك العقاب النساري والبجع الرمادي والنورس القاتم ومالك الحزين وصقر الغروب وأنواع من القماري. |
|                                                 | طرق الحج: درب زبيدة                                     | منطقة الحدود الشمالية منطقة حائل منطقة القصيم منطقة المدينة المنورة منطقة مكة المكرمة             | ثقافي | 6577  | 2022        | سمي الطريق باسم "درب زبيدة" نسبة إلى زبيدة بنت جعفر، زوجة الخليفة هارون الرشيد، وذلك لجهودها المتعددة بوضع تسهيلات للحجاج على امتداد الطريق. يرجع تاريخه إلى ما قبل الإسلام وبلغ ذروة ازدهاره في أوائل فترة الخلافة العباسية حيث أنشئت عليه المحطات والاستراحات والآبار والبرك وغيرها من الخدمات. تم رصد 27 محطة رئيسة و27 محطة ثانوية على امتداد الطريق، من أبرز المحطات الرئيسة التي لا تزال معالمها بارزة: الجميمة، وزبالة، والشيحيات، والثعلبية، وفيد، وسميراء، والنقرة، والربذة، ومعدن بني سليم، وذات عرق، والخرابة، وغيرها. |
|                                                 | الواحات القديمة المسورة لشمال شبه الجزيرة العربية       | منطقة تبوك منطقة الجوف منطقة حائل                                                                 | ثقافي | 6575  | 2022        | تتألف المجموعة من أربعة مواقع: منها موقعان وهما «تيماء» و«قُرَيَّة» أنشئتا في العصر البرونزي بينما الموقعين الآخرين «دومة الجندل» و«الحيط» قد يعود تاريخهما إلى العصر الحديدي المتأخر. وتمثل تراث مستوطنات شهدت على إرث الحضارات المتعاقبة من العصر البرونزي والحديدي وصولاً إلى العصور الإسلامية. وقد تطورت اثنتان منها وهما «قُرَيَّة» و«تيماء»، قبل زمنٍ من استخدام الإبل؛ وظلت ثلاث منها مراكز نشطة حتى العصر الإسلامي (باستثناء «قُرَيَّة»). وتشترك هذه الواحات في سمة فريدة وهي بناء الأسوار الضخمة المحيطة بها، وهو ما ساهم على الأرجح في صمودها ومكانتها الاقتصادية كمحطات للقوافل.                                                                                       |
|                                                 | المشهد الثقافي الريفي لجبال السروات                     | منطقة مكة المكرمة منطقة الباحة منطقة عسير                                                         | ثقافي | 6640  | 2023        | يُعرف الجرف الممتد على طول البحر الأحمر في شبه الجزيرة العربية باسم الدرع العربي. كما يُطلق على الامتداد من خليج العقبة إلى منتصف ساحل شبه الجزيرة وتحديداً جنوب مكة باسم جبال الحجاز، كما يُعرف الامتداد البازلتي الأكثر ارتفاعًا جنوبًا إلى الطرف الجنوبي من اليمن باسم السروات. بينما يشكل الجزء السفلي منها والمحاذي للبحر الأحمر تهامة وجبالها. تضم قرية الخرفي والمناحل التاريخية، كذلك واحة وقرية ذي عين، وباحة ربيعة وتضم كلاً من مناطق تيهان وربيعة ورفيدة التاريخية، وكذلك قرى قرضه في مرتفعات عسير، وقرية البير، وأيضاً وادي ثاه ووادي حِسْوَه، بالإضافة إلى وادي ريدة وقلعتها.                                                                                     |
|                                                 | التراث الصناعي النفطي في السعودية                       | المنطقة الشرقية منطقة مكة المكرمة                                                                 | ثقافي | 6639  | 2023        | تُعَد السعودية من الدول الرائدة في صناعة النفط على مستوى العالم، وقد كان اكتشاف النفط والغاز واستغلالهما يمثل حدثاً هاماً في تاريخ القرن العشرين الأمر الذي ساهم بشكل كبير في تطوير البلاد. عملت هذه الثورة الصناعية على تشكيل اقتصاد العالم المعاصر، وذلك بتطوير البنى التحتية الصناعية من آبار ومصافي النفط وخطوط الأنابيب ونحوها، وساهمت في إنجازات كبرى لخدمة البشرية. هناك عدة مواقع كانت لها مكانة تاريخية في بدايات صناعة النفط في المملكة ومن أبرزها: بئر الدمام رقم 7، وخط أنابيب تابلاين، ومصفاة جدة، وجامعة الملك فهد للبترول والمعادن، ومعسكر الظهران. |
|                                                 | الملاجئ المناخية الحيوية في غرب شبه الجزيرة العربية     | منطقة تبوك منطقة حائل منطقة المدينة المنورة منطقة مكة المكرمة منطقة الباحة منطقة عسير منطقة جازان | طبيعي | 6638  | 2023        | يمتد الموقع من حدود السعودية مع اليمن إلى حدودها مع الأردن، ويتضمن مناطق حيوية متنوعة، حيث يعتبر جزءاً من جهود الحفاظ على البيئة ضد التدهور البيئي وتغير المناخ. كما يضم الموقع قمم الجبال البارزة والغابات والأراضي الرطبة على طول سلسلة جبال السروات، وتضم عدداً من النباتات والحيوانات الفريدة. تطورت هذه الملاجئ الغنية بالتنوع البيولوجي بسبب التقلبات المناخية التي نشأت عبر العصور لتكون ملاذاً في فترات الجفاف. تتألف من سبعة مواقع وهي جبل الدبغ وجبل اللوز، وجبل قراقر ووادي الديسة، وجبل أجا، وجبل رضوى، وجبل بثرة ووادي تربة، وجبل شدا، ووادي لجب وجبل القهر. تعد مناطقاً محورية للحفاظ على البيئة، حيث تعرض مزيجاً مميزاً من التنوع الطبيعي والتراث الثقافي. |
|                                                 | تنظيم المياه في السعودية: السدود القديمة                | منطقة المدينة المنورة منطقة مكة المكرمة                                                           | ثقافي | 6637  | 2023        | شكلت المياه تحدياً كبيراً في شبه الجزيرة العربية، حيث عانت من الجفاف وقلة الأمطار؛ لذلك أدى الوضع إلى ابتكارات تتكيف مع ندرة المياه، حيث تم تطوير تقنيات مثل الآبار والقنوات المائية والبِرَك ونحوها، وساهم ذلك في إمكانية العيش فيها، من خلال ظهور الواحات القائمة على تجميع المياه والتحكم فيها حيث يمكن الزراعة. بدأ استخدام تقنيات الري فيها منذ حوالي الألفية الثالثة قبل الميلاد، إلا أن تطوير السدود انتشر في المنطقة لاحقاً، وذلك في القرون الأولى بعد الميلاد. هناك بعض السدود التي أظهرت كلاً من الإبداع البشري وبراعة الهندسة المائية، من أبرزها سد الصهباء، وسد الحصيد، وسد معاوية، وسد السملقي، وسد العقرب.                                                  |
|                                                 | الهياكل الحجرية من ما قبل التاريخ في السعودية           | منطقة الجوف منطقة تبوك منطقة المدينة المنورة منطقة حائل منطقة مكة المكرمة منطقة الرياض            | ثقافي | 6636  | 2023        | تتضمن هذه الهياكل الحجرية أشكالاً متعددة، ومن المحتمل أن تكون مرتبطة بفترات مختلفة، لتعكس تنوع الإرث الاستثنائي الذي قام به القدماء. تنتشر المواقع الصخرية في أنحاء مختلفة من شبه الجزيرة العربية، وتوجد أغلبها في شمال غرب شبه الجزيرة العربية، وفي منطقتي الرياض والقصيم، وغالبًا ما تكون على شكل دوائر حجرية مختلفة الأحجام. من أبرز هذه المواقع أعمدة الرجاجيل، وحرة خيبر، وحرة رهط، وحرة كشب، وحرة الشاقة، وواحة الحائط الأثرية، وحرة نواصيف، والهياكل الحجرية في جبال حسمى، والهياكل الحجرية في الفاو. |
|                                                 | الشعاب المرجانية لخليج العقبة والبحر الأحمر في السعودية | منطقة تبوك                                                                                        | طبيعي | 6701  | 2024        | يرتبط البحر الأحمر بالبحر الأبيض المتوسط وبحر العرب من خلال ممرين ضيقين، وهما قناة السويس ومضيق باب المندب، ويمثل أحد أبرز المواقع لسياحة الشعاب المرجانية، ومكاناً فريداً لدراسة النظم البيئية المرجانية. يبلغ طول خليج العقبة في السعودية حوالي 200 كم وعرضه 14-26 كم وعمقه حوالي 1700 م، ويقع بين شبه جزيرة سيناء وأقصى شمال غرب السعودية، ويفصله عن شمال البحر الأحمر مضيق ضحل يقدر بحوالي 240 م عند مضيق تيران، وبنسبة ملوحة عالية، ويعتبر أضيق المناطق في البحر الأحمر ويتميز بتضاريس أكثر انحداراً على طول جوانبه وبتنوع بيولوجي بحري، ويضم شعاباً مرجانية فريدة.                                                                                                |

## خريطة المواقع
| مدائن صالح حي الطريف في الدرعية جدة التاريخية أم سنمان، جبة راط والمنجور، الشويمس قرية الفاو رجال ألمع ذو عين حي الدرع بدومة الجندل بئر حما الجميمة الثليمة زُبالا فيد الربذة الخرابة مسجد جواثى ميناء العقير جبل قارَة سوق القيصرية حالة عمَّار بئر بن هرماس الحزم محطة تبوك المصطبغة الأخضر الأسدة - خنزيرة المُعظَّم خشم صنعاء الثمايل المطلع أبو طاقة محطة الحِجر العذيب العُلا البديع مشهد سهل مَطْران زمرد البير الجديد الطويرة المدرّج هدية جداعة أبو النعام إسطبل عنتر بوير بئر نصيف بواط الحفيرة مخيط محطة المدينة ذات الحاج عين السكر البريكة البدع عينونة شرما المويلح ضبا الأزلم الوجه الحوراء السويق ينبع النخل بدر الأبواء رابغ الجحفة محمية عروق بني معارض محمية جزر فرسان مواقع التراث العالمي في السعودية · مواقع مسجلة ضمن التراث العالمي · واحة الأحساء (مسجلة ضمن مواقع التراث العالمي، تضم مواقع متفرقة هناك معالم أخرى محددة بالخريطة من غير تسمية، وهي تخص قصور: إبراهيم، وصاهود، ومحيرس، وأبو جلال) · موقع مشترك بين موقع تراث عالمي في القائمة الأصلية وبين موقع آخر في القائمة المؤقتة. مواقع في القائمة المؤقتة آثار في نفس محيط الموقع. - الموقع يضم مواقع أخرى مشتركة وهي ليست في نفس المحيط: درب زبيدة · خط حديد الحجاز · طريق الحج الشامي (يشترك مع طريق الحج المصري بعد المدينة المنورة) · طريق الحج المصري · المنطقة بها مواقع مشتركة بين خط حديد الحجاز وطريق الحج الشامي. |

## وصلات خارجية
- مواقع التراث العالمي في السعودية. موقع اليونسكو، باللغة الإنجليزية.
- القائمة المؤقتة لمواقع التراث العالمي في السعودية. موقع اليونسكو، باللغة الإنجليزية.
- مواقع مسجلة عالمياً نسخة محفوظة 3 أكتوبر 2015 على موقع واي باك مشين.. الهيئة العامة للسياحة والتراث الوطني.
- المواقع الأثرية المرشحة للتسجيل في قائمة التراث العالمي. الهيئة العامة للسياحة والتراث الوطني.